# Licuala insignis
Licuala insignis är en enhjärtbladig växtart som beskrevs av Odoardo Beccari. Licuala insignis ingår i släktet Licuala och familjen Arecaceae. Inga underarter finns listade i Catalogue of Life.